# مايكل مكلور
مايكل مكلور (بالإنجليزية: Michael McClure)‏ هو ملحن وكاتب مسرحي وشاعر أمريكي، ولد في 20 أكتوبر 1932 في ماريسفيل في الولايات المتحدة.

## وصلات خارجية
- مايكل مكلور على موقع IMDb (الإنجليزية)
- مايكل مكلور على موقع ميوزك برينز (الإنجليزية)
- مايكل مكلور على موقع قاعدة بيانات برودواي على الإنترنت (الإنجليزية)
- مايكل مكلور على موقع إن إن دي بي (الإنجليزية)
- مايكل مكلور على موقع ديسكوغز (الإنجليزية)
- مايكل مكلور على موقع قاعدة بيانات الفيلم (الإنجليزية)